# ア・ボーイ・アンド・ヒズ・アトム

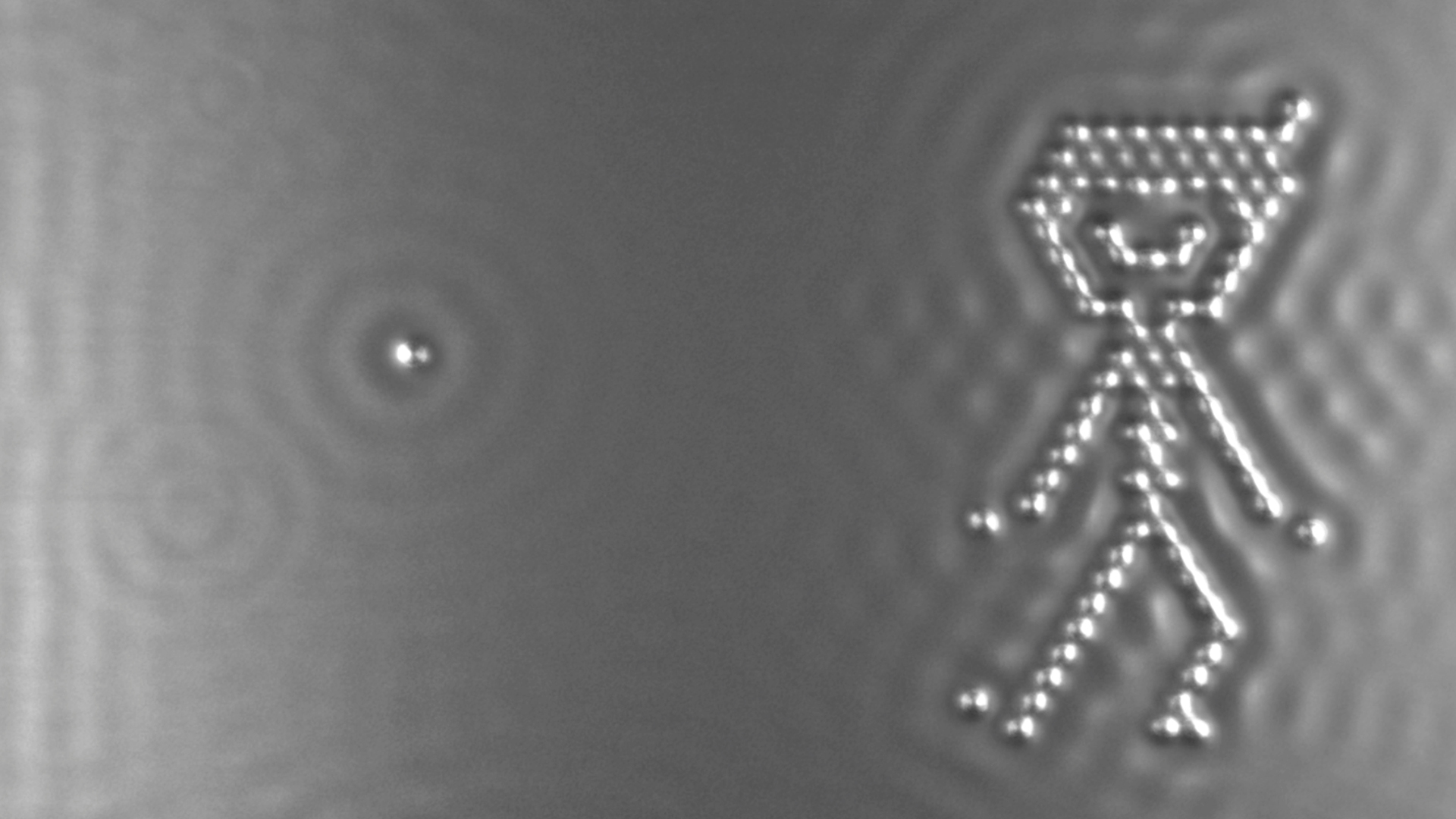
一コマ

『ア・ボーイ・アンド・ヒズ・アトム』（『少年と原子』、原題 A Boy and His Atom ）とは、IBM Researchが2013年にYouTube上で公開したストップモーションアニメ作品。少年が自由奔放な原子と出会って友達になるというストーリーで、自由に形を変えられる原子と少年が遊ぶ様子を描いた本編1分間のショートフィルムである。本作は1億倍の倍率を持つ走査型トンネル顕微鏡を用いて一酸化炭素分子を観察・操作することで制作された。 分子を並べて絵を描き、顕微鏡像として記録することで1枚のコマとしたものである。本作は世界一小さいストップモーション映画としてギネス世界記録認定されている。
本作を制作したIBMアルマデン基礎研究所の研究チームは、原子操作を用いて極限のデータ記憶媒体を実現しようとしている。近年、データ流通量が巨大化しつつあることで、記憶媒体の微細化を原子レベルにまで引き下げる必要が生じた。旧来のシリコントランジスタ技術は時代とともにいっそう安価、高密度かつ効率的になってきたが、これまで通りの微細化路線には厳然たる物理的限界が存在するため、拡大するビッグデータのジレンマに対処できないと考えられている。アルマデンの研究チームはもっとも微小な単原子のスケールに立脚して構造物を形成することに着目した。IBMの発表によれば、この手法でわずか12個の原子に1ビットの情報を記録することが可能である（現在主流の方法では1ビットの記録におよそ100万個の原子を必要とする）。

## あらすじ
はじめに本作が制作された方法とその動機が字幕で述べられる。ストーリーは少年と原子の出会いから始まる。少年ははじめ目をパチクリさせていたが、バックの音楽に合わせて踊り始め、ボールのように原子をはずませて遊びだす。地面に落ちた原子はトランポリンに姿を変え、少年は飛び跳ねる。元の姿に戻った原子を少年が空に投げ上げると、雲を突き抜けて昇って行き、IBMの長年のモットーである「THINK」の文字に変わる。

## 制作

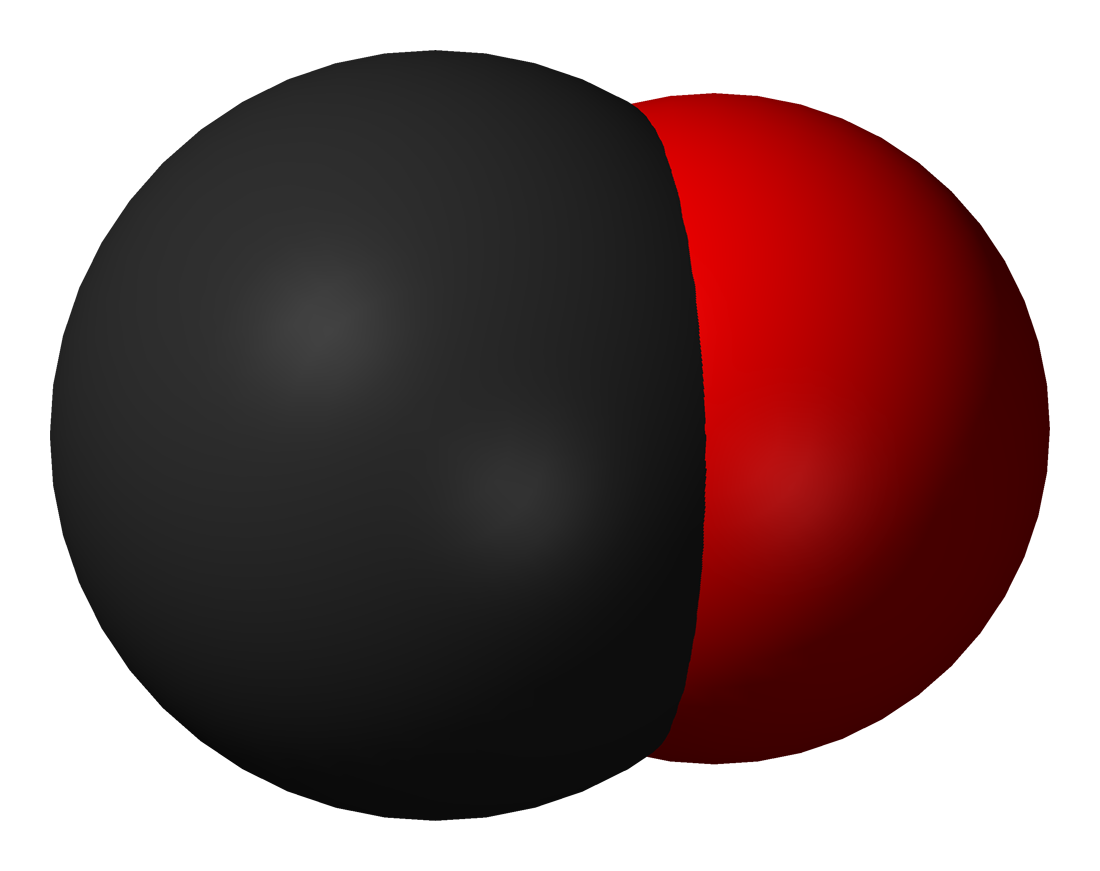
一酸化炭素分子

本作の制作は、IBMの科学者チームがIBMと関係の深い広告代理店オグルヴィ・アンド・メイザーとともに行った。制作地はカリフォルニア州サンノゼにあるアルマデン基礎研究所である。制作者は走査型トンネル顕微鏡の中で銅基板上の一酸化炭素分子を操作して所定の位置に置いた。分子操作は微細な銅探針を1 nmまで近づけて引力をはたらかせることで行った。作業は5 K（−268.15 °C）の低温で行われたため、一酸化炭素分子は置かれた場所の基板原子と結合して固着する。それぞれの分子の酸素原子は走査型トンネル顕微鏡像にドットとして現れるので、そのドットを多数配列させて画像を作る。
制作チームは65個の一酸化炭素分子を用いて242枚の画像を作り、ストップモーションアニメを構成した。映像と音響効果は初期のビデオゲームと似ている。1コマのサイズは45×24 nm2である。本作の製作には4人の研究者が1日18時間、4週間を要した。
オグルヴィ・アンド・メイザーのクリエイティブ・ディレクター、ライアン・ブランクはIBMの先端技術を題材として、科学に関心があるSNS世代の中高生がシェアしたがるような動画を製作しようとしていた。ブランクはIBMの研究者に取材する中で原子操作技術に興味を持ち、キセノン原子によって文字を書く1989年の実験（IBM・イン・アトムズ）を発展させて本作を企画した。プロジェクトリーダーのアンドレアス・ハインリク（英:  Andreas Heinrich）は「この映画は原子スケールの世界を楽しく伝えるものです」と述べる。「私たちがこれを作った理由は、科学的な研究成果を広めるためではありません。中高生とつながり、彼らの好奇心をかき立てるためなのです」本作はアメリカ国内の60校以上で少なくとも2500人の生徒に視聴された。
このほか、公開前だった映画『スター・トレック イントゥ・ダークネス』に関する画像が同様の手法で作製された。惑星連邦ロゴ、エンタープライズ号およびバルカン式敬礼の三枚である。

## 評価
本作がYouTubeに公開されてから24時間のうちに再生回数は100万回を突破した。ギネス世界記録は本作を世界一小さいストップモーション映画として認定した。本作はトライベッカオンライン映画祭（Tribeca Online Film Festival）で紹介されたほか、ニューヨーク・テック・ミートアップにおいて上映された。オグルヴィ・アンド・メイザーは本作によりThe One ShowのPencil Innovation in Video（金賞）やカンヌライオンズ 国際クリエイティビティ・フェスティバルのBranded Content & Entertainment（金賞）など広告に関する賞を受けている。

## 含意
本作はIBMの研究者によって中高生に科学への興味を持たせるために用いられたが、本来コンピュータが記憶できるデータ量を拡大する研究から発展したものである。従来1ビットのデジタルデータを記録するには最低100万個の原子が必要だったが、2012年にIBMのチームはわずか12個の原子集団で記録できることを示した。原子が2列12個に整列した画像から本編が始まるのはこれが理由である。この方式が実用化されれば、「iPhoneに2・3本の映画を入れておけるどころではありません」とハインリクは本作のメイキング映像で述べている。「過去に作られた映画をひとつ残らず入れておけるようになるでしょう」